# Sabaria euchroes
Sabaria euchroes là một loài bướm đêm trong họ Geometridae.